# أنقولية
الأنقولية أو الحوضية أو العقابيَّة أو زهرة الحوض (الاسم العلمي: Aquilegia) هي جنس من النباتات يتبع فصيلة الحوذانية من الرتبة الحوذانيات.

## صور

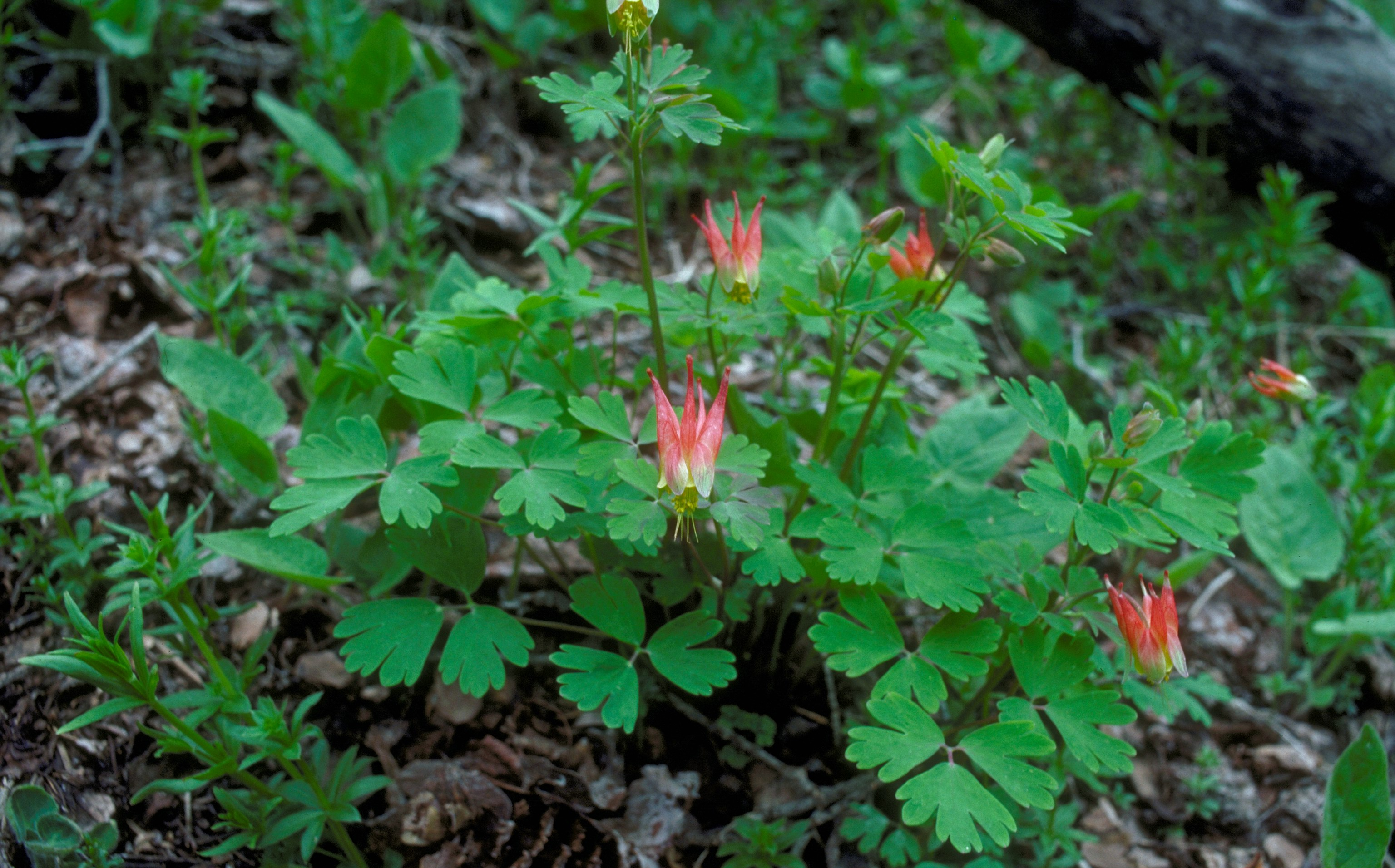
أنقولية أنيقة
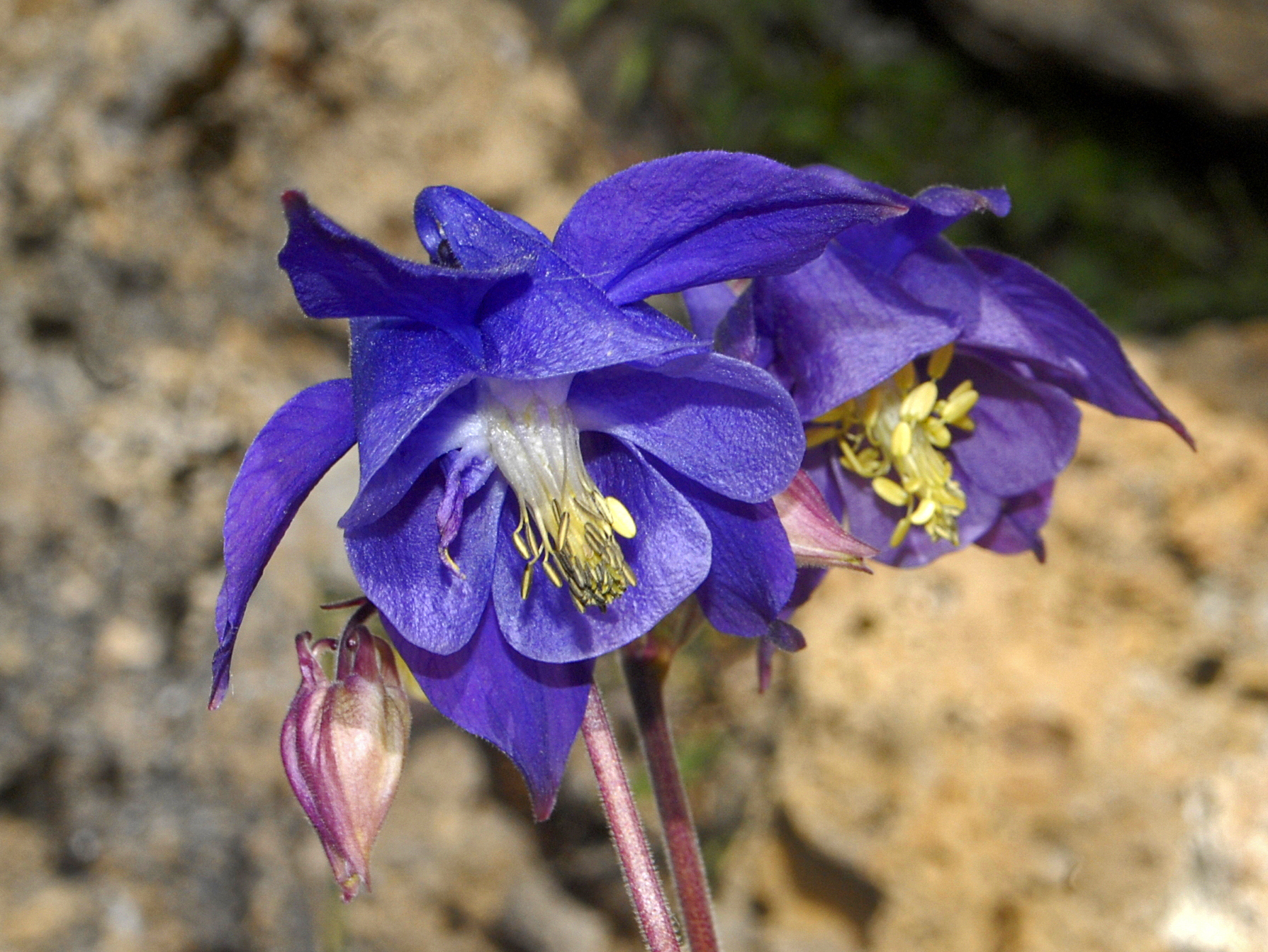
أنقولية برانسية
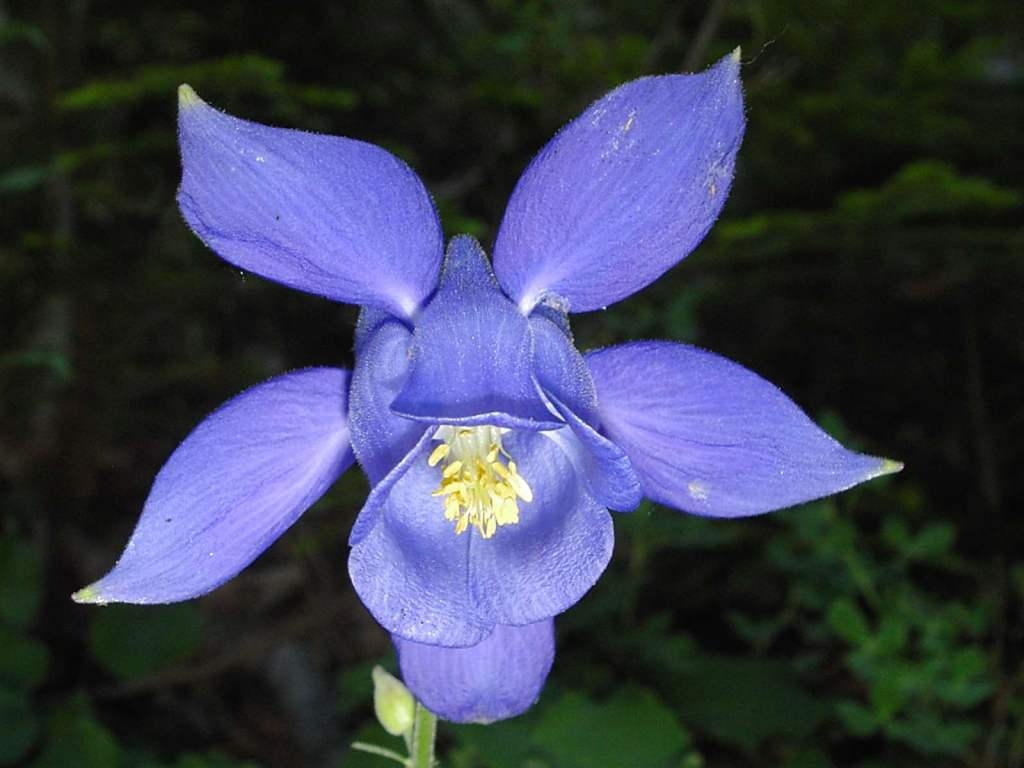
أنقولية برتولونية
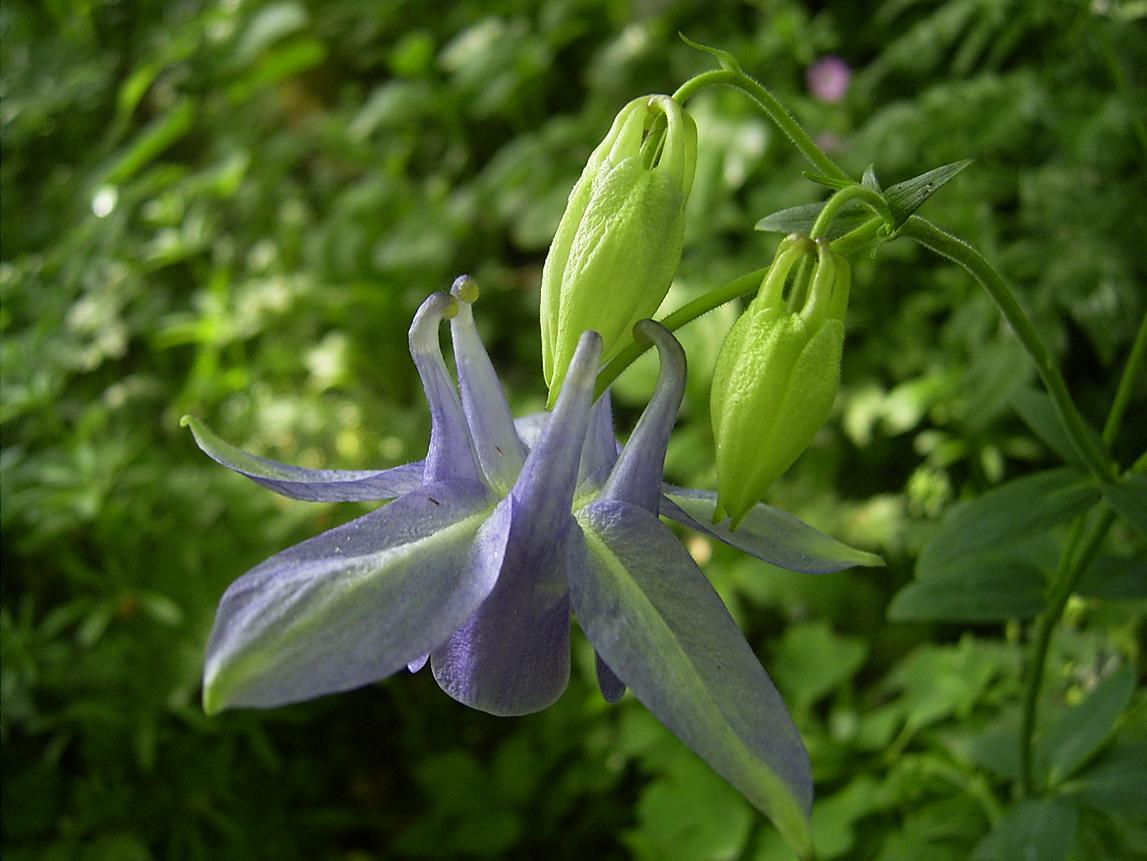
أنقولية شائعة
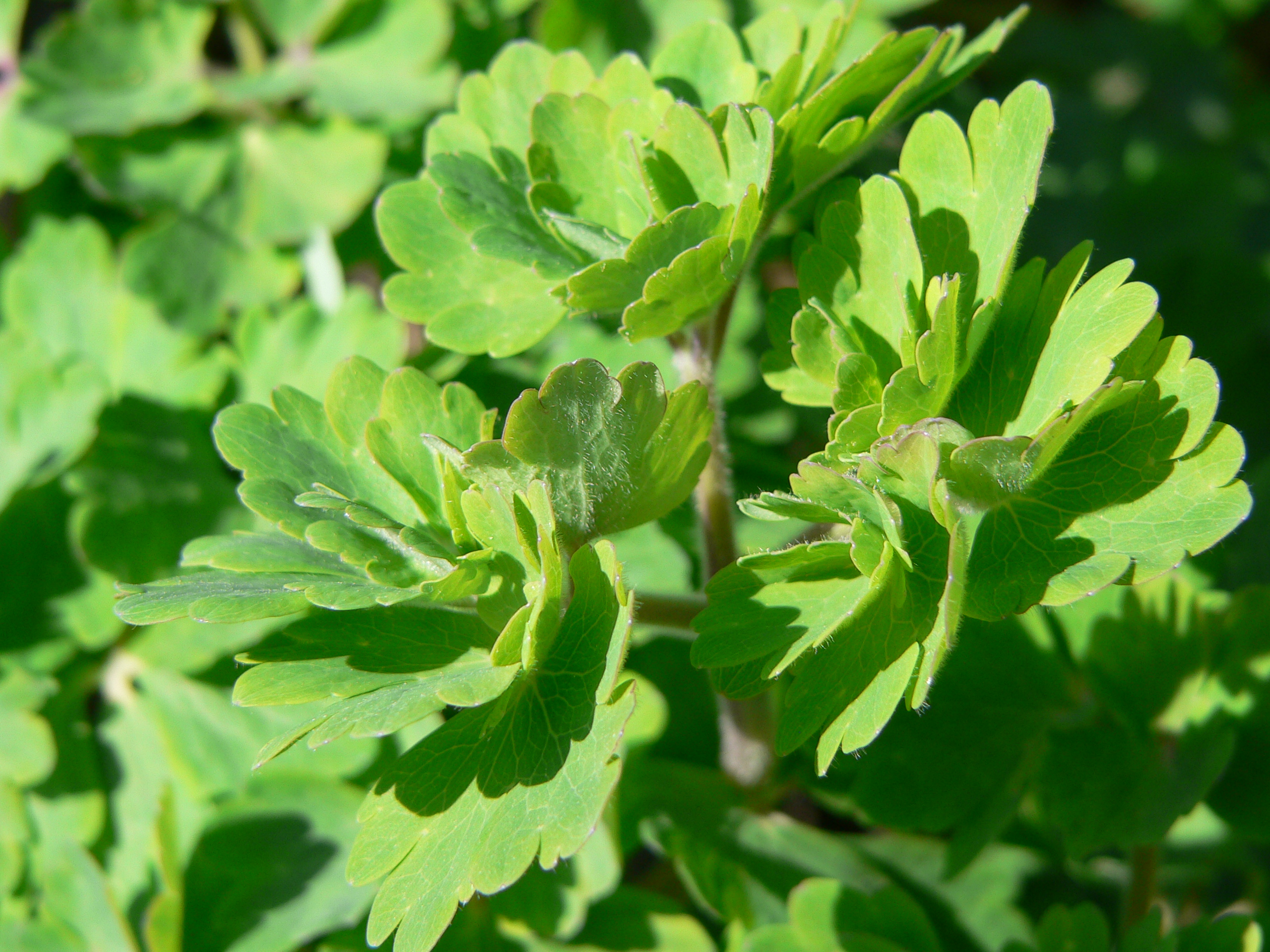
أنقولية شائعة
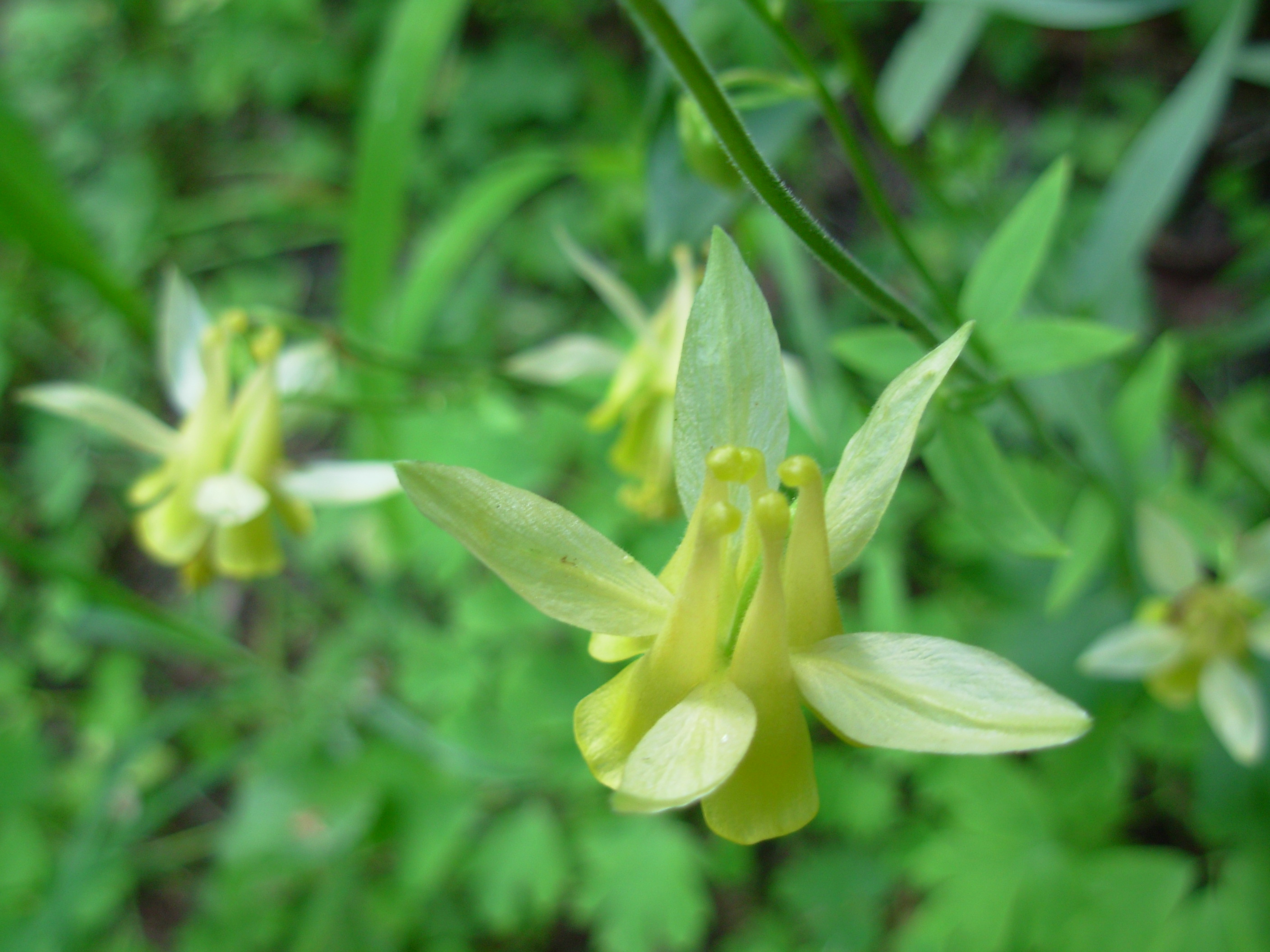
أنقولية صفراء
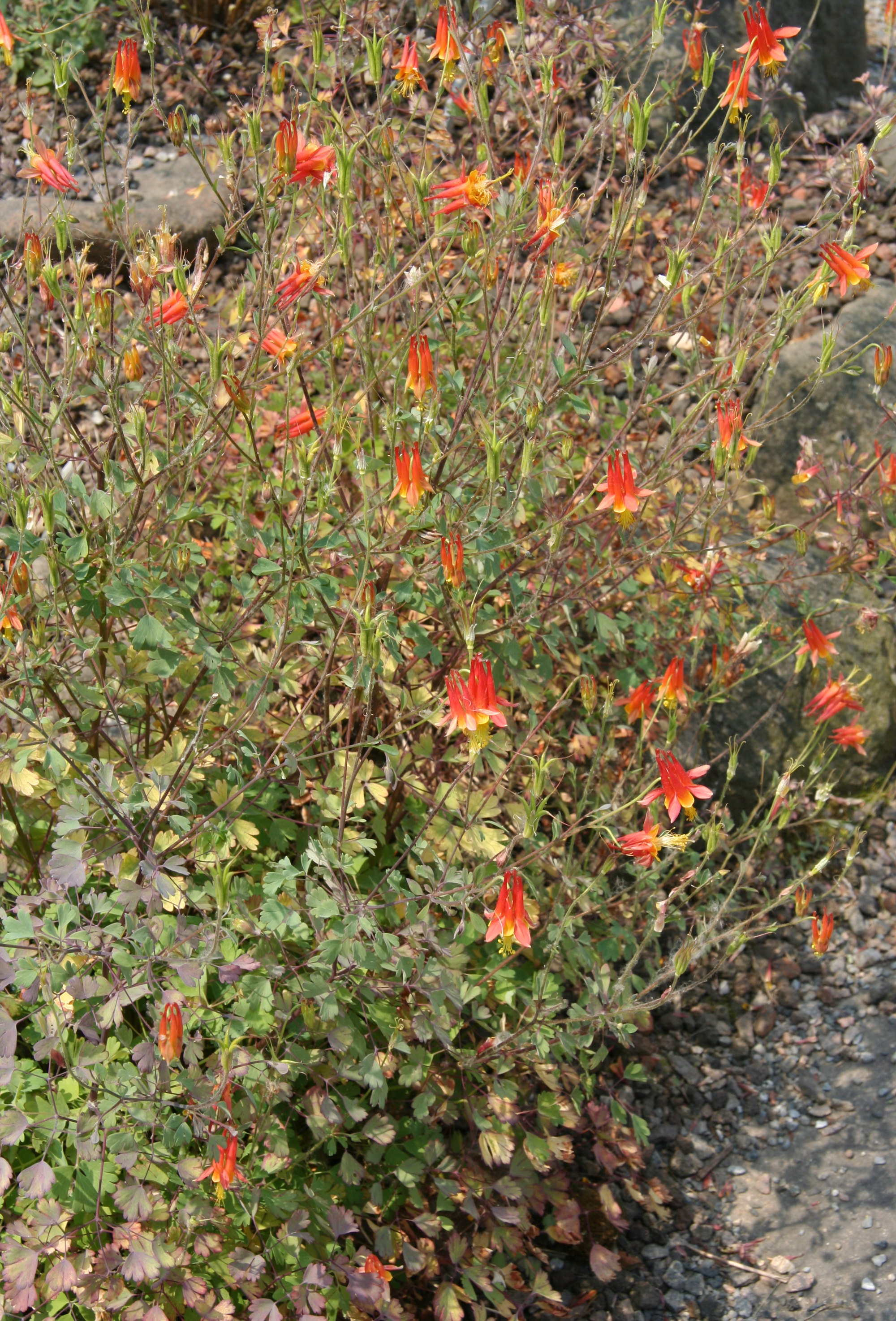
أنقولية صحراوية
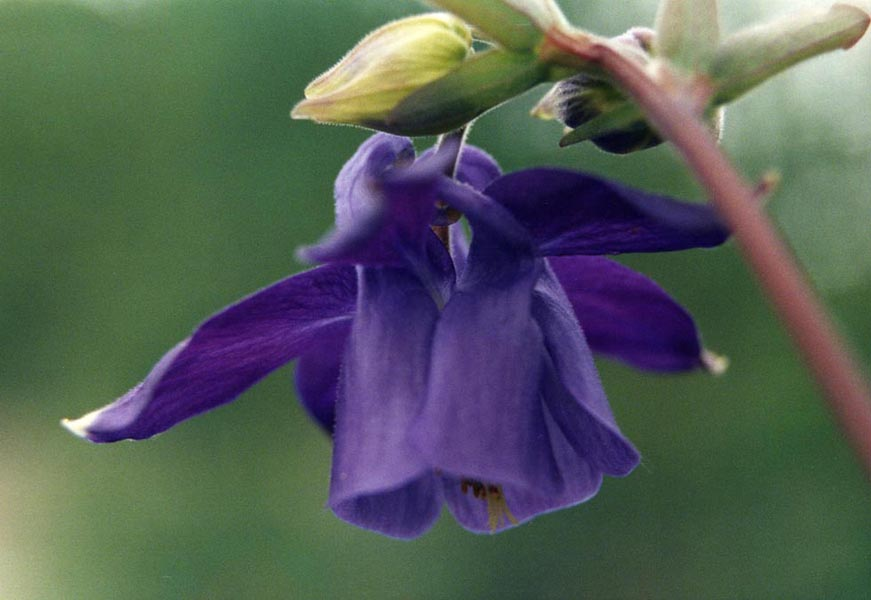
أنقولية ترانسيلفانية
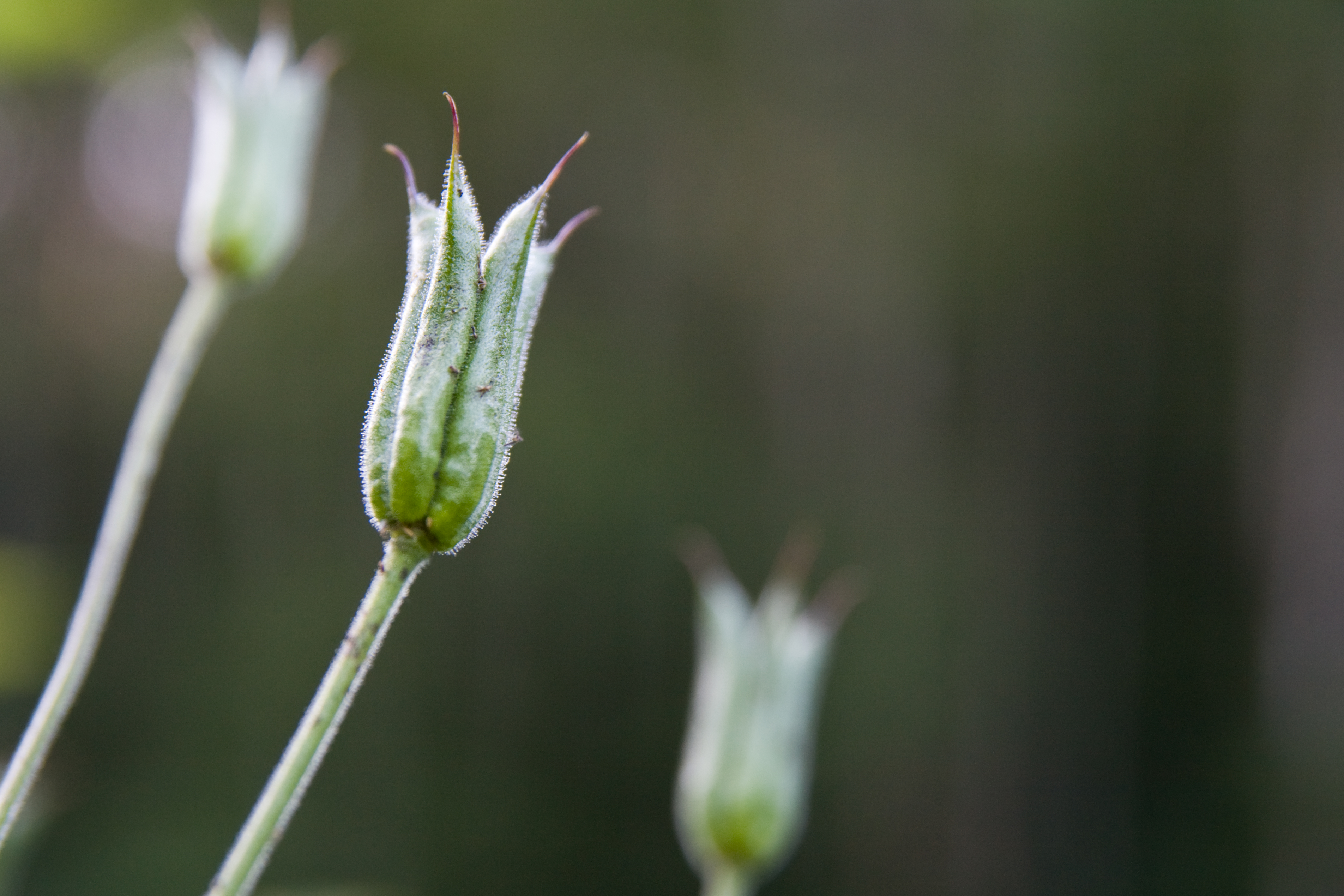
أنقولية برغرية
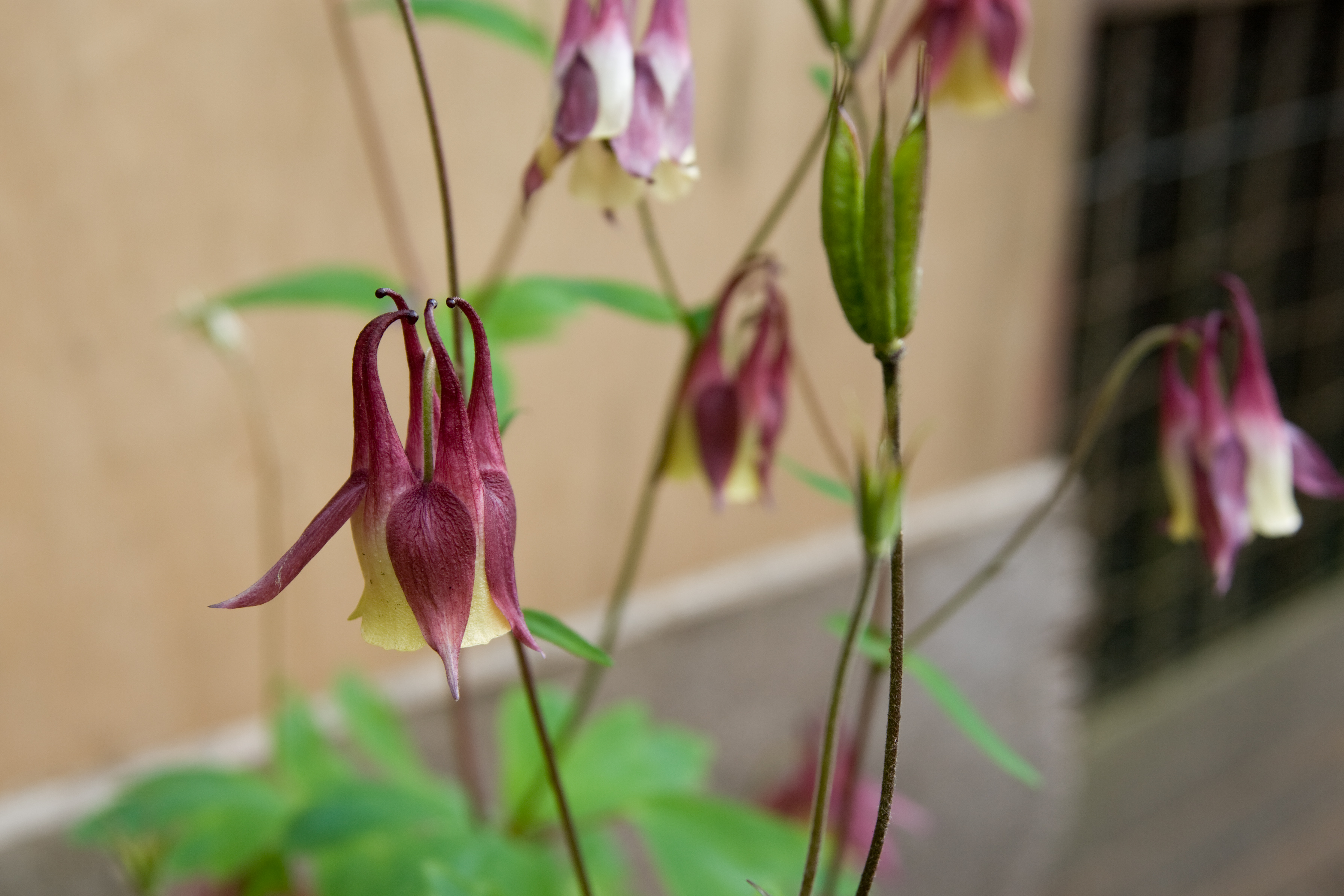
أنقولية برغرية
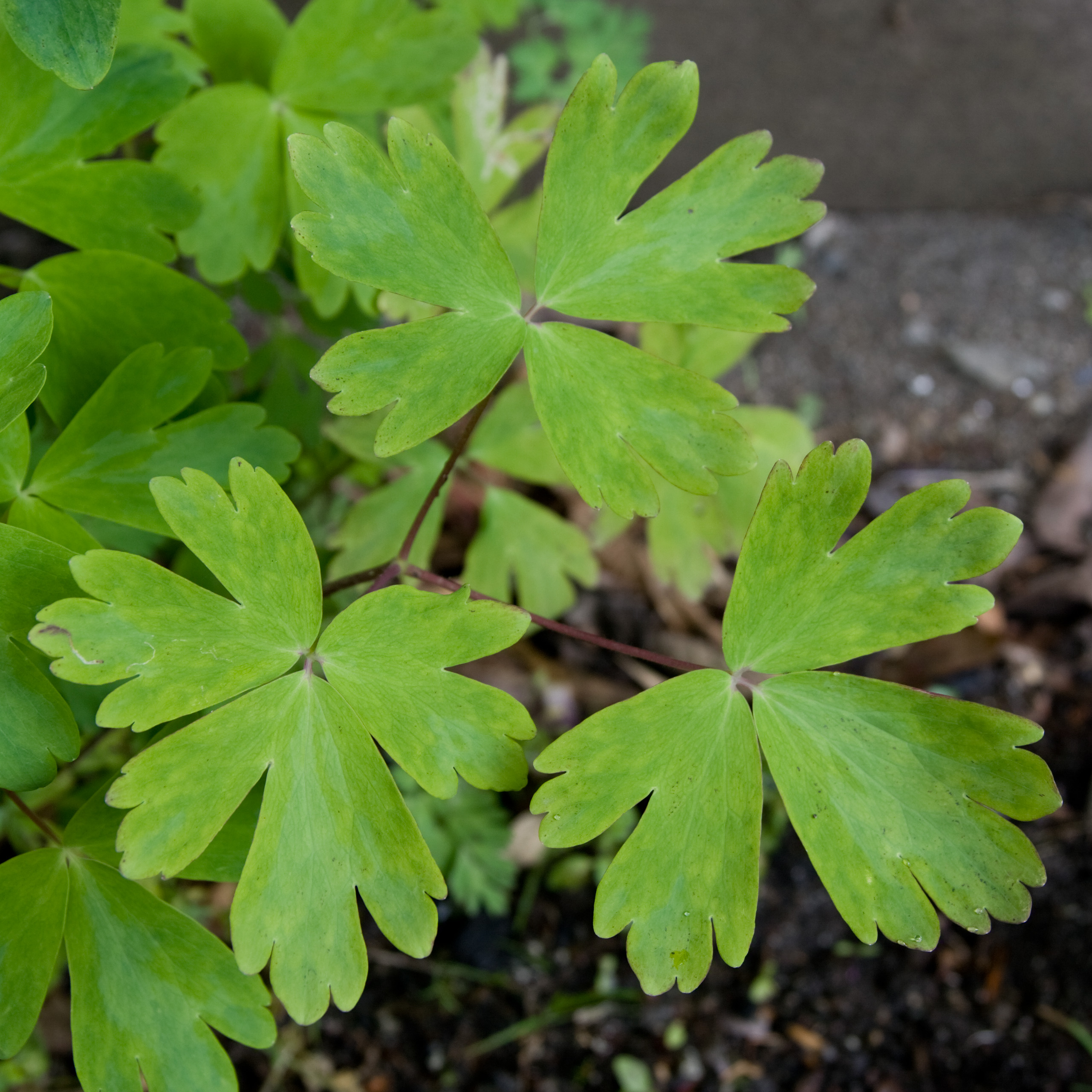
أنقولية برغرية
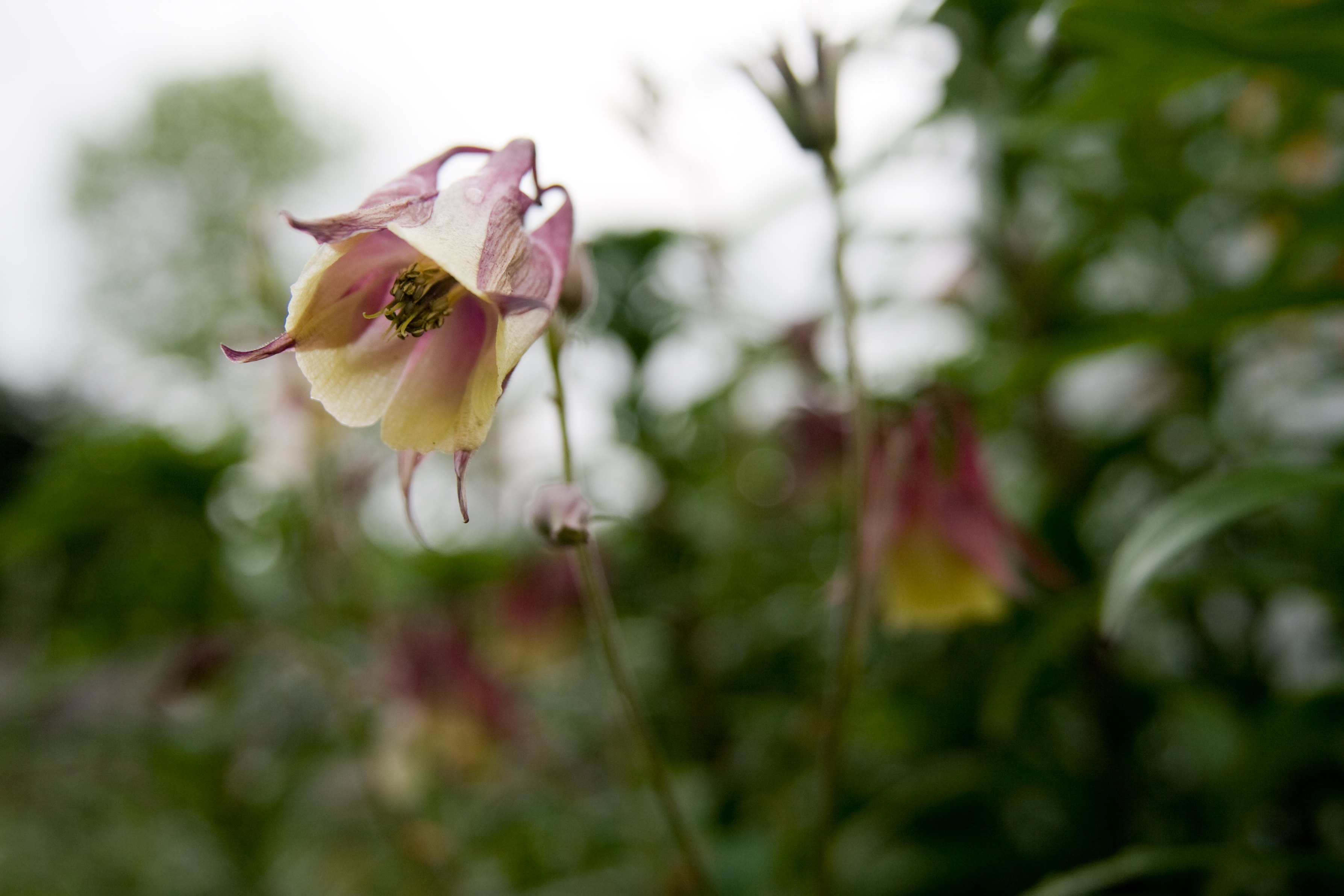
أنقولية برغرية
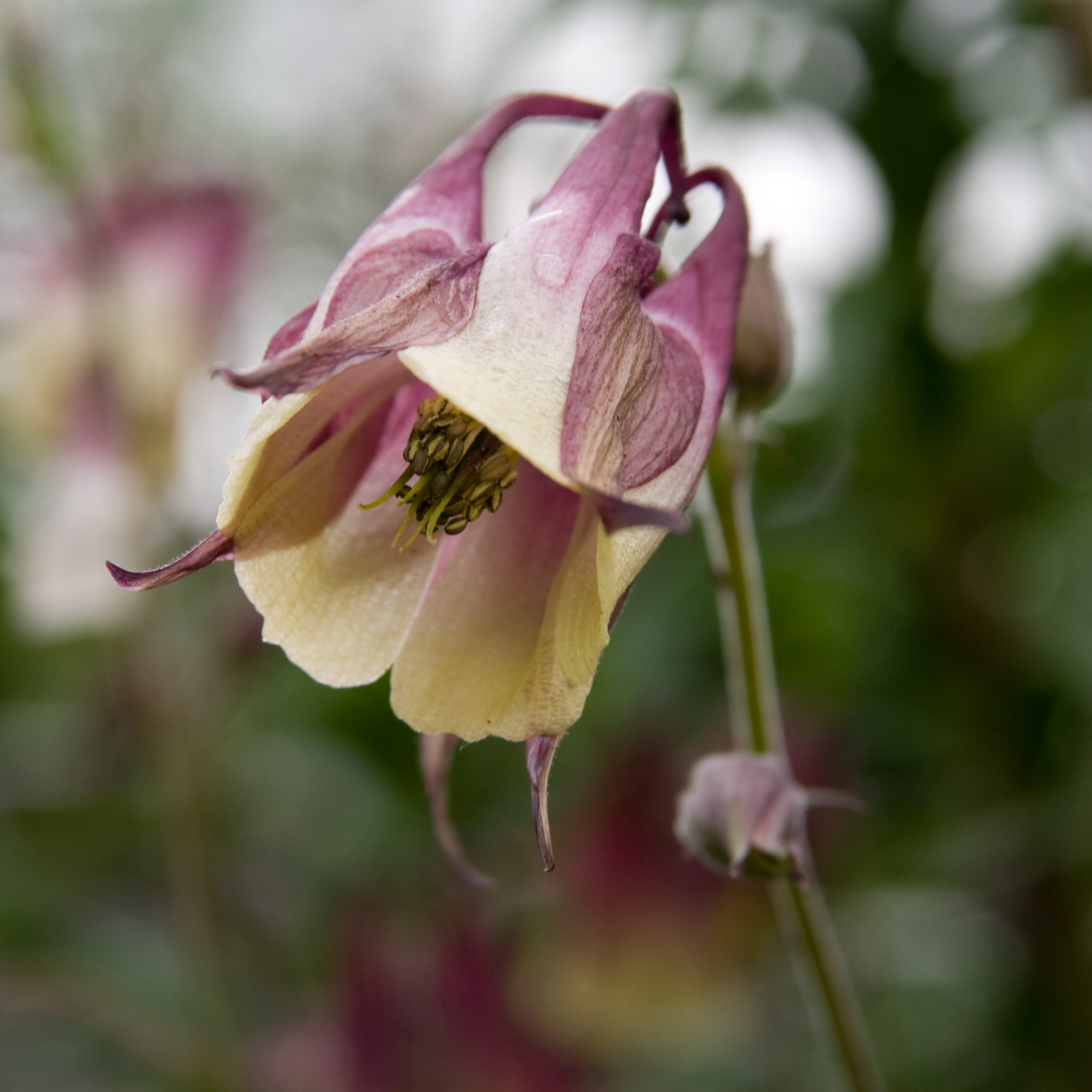
أنقولية برغرية
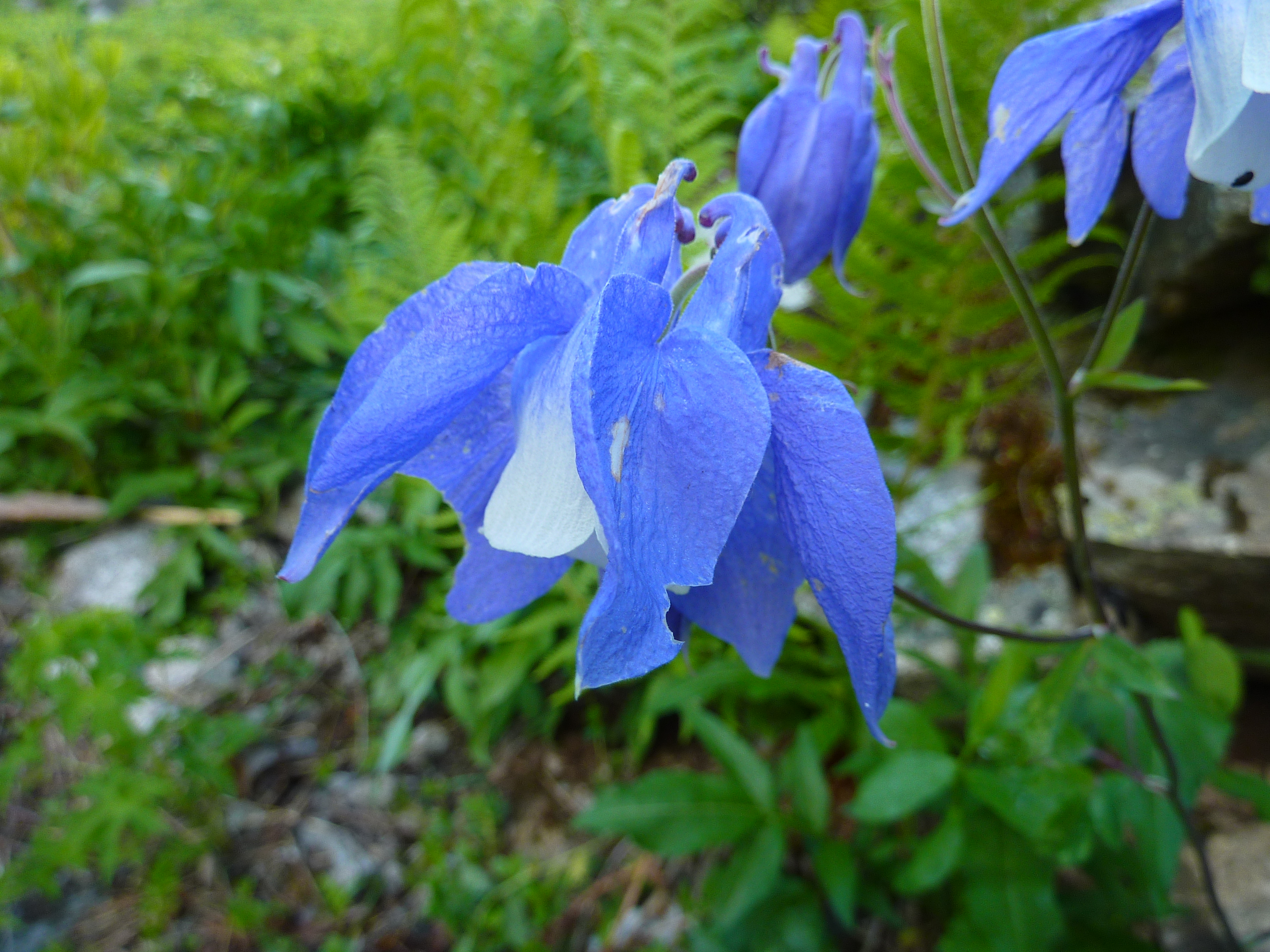
أنقولية أوليمبية
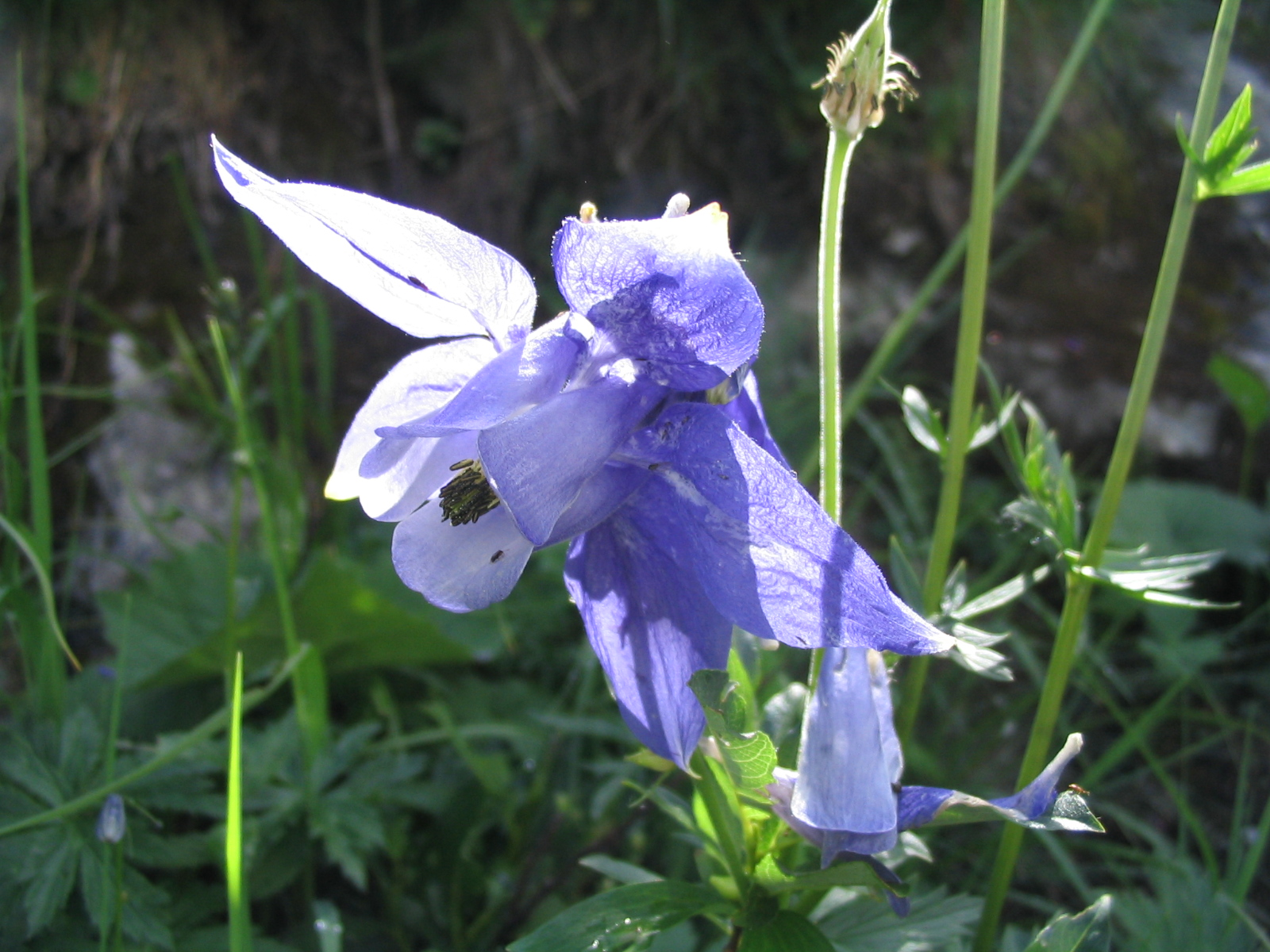
أنقولية ألبية
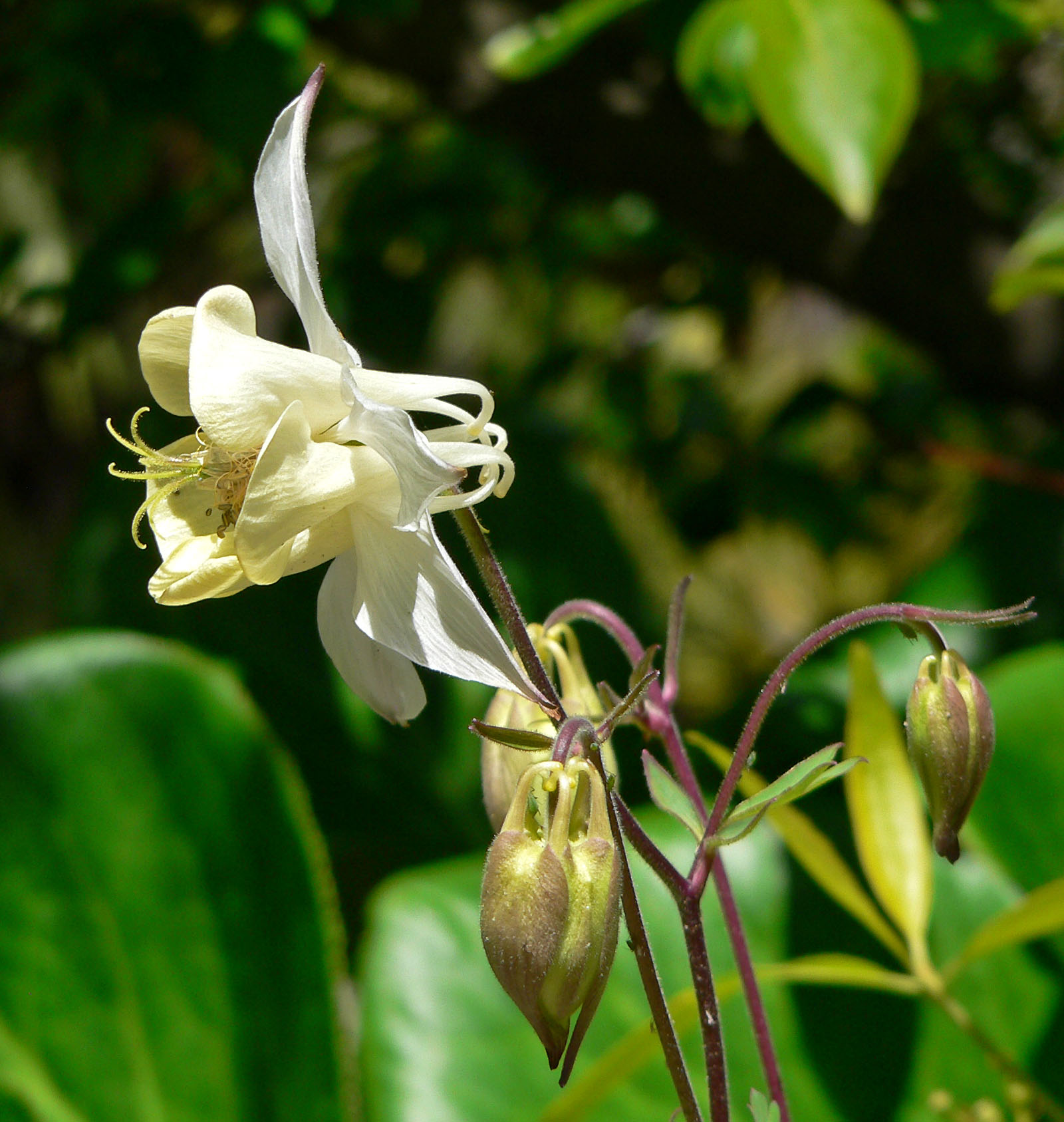
أنقولية أريجية
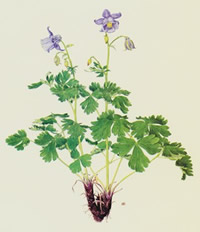
أنقولية نوراجية
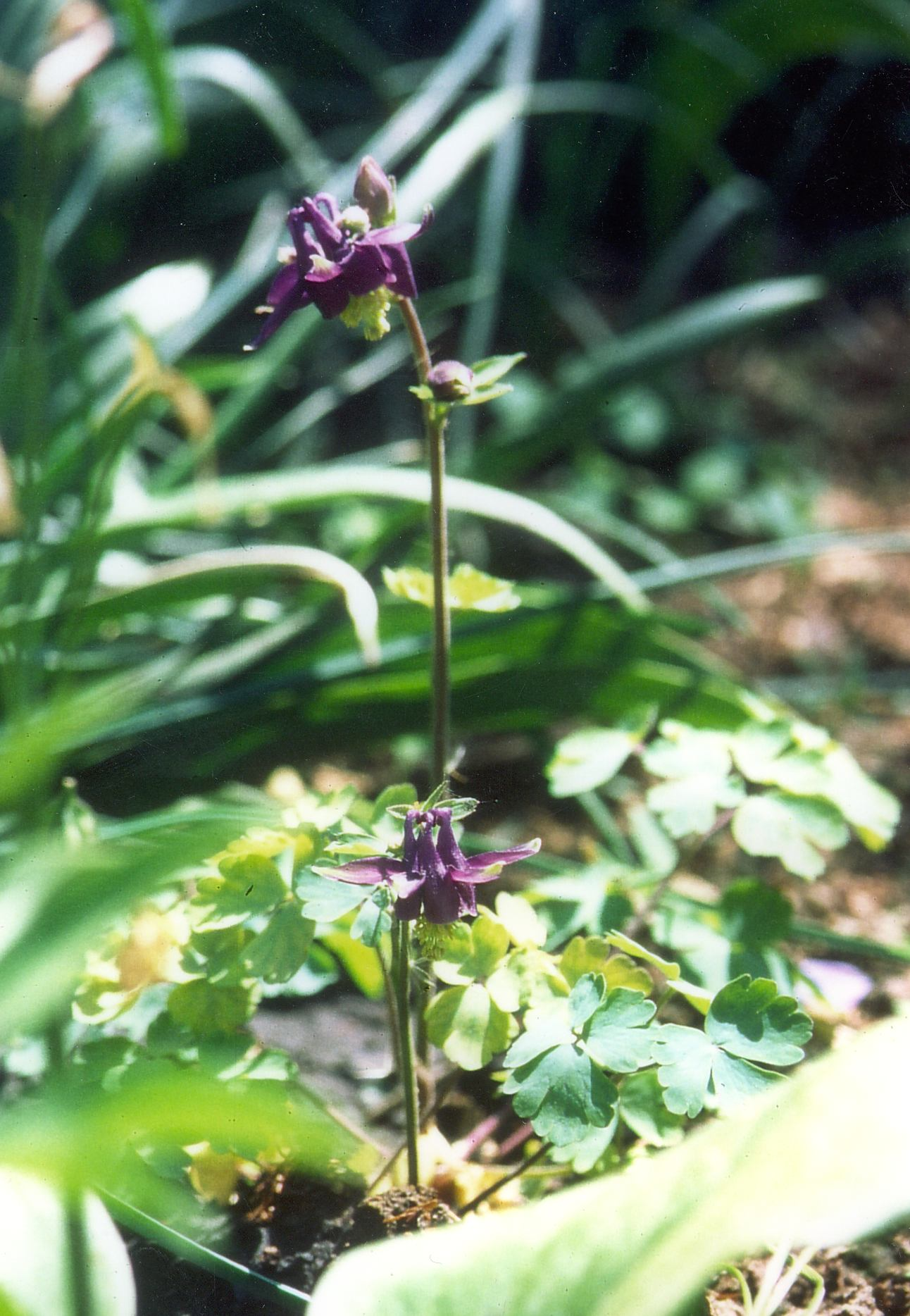
أنقولية منفرجة
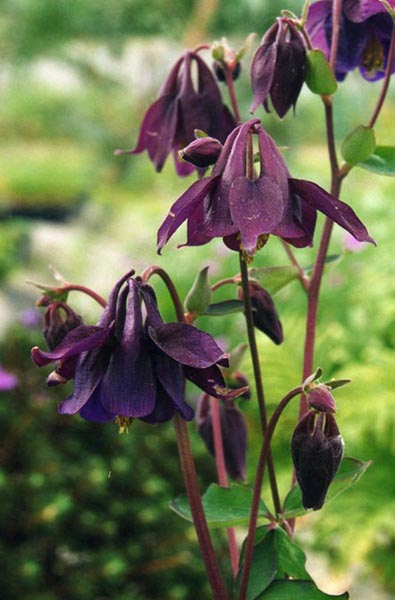
أنقولية مسودة